# 雅典市立博物館

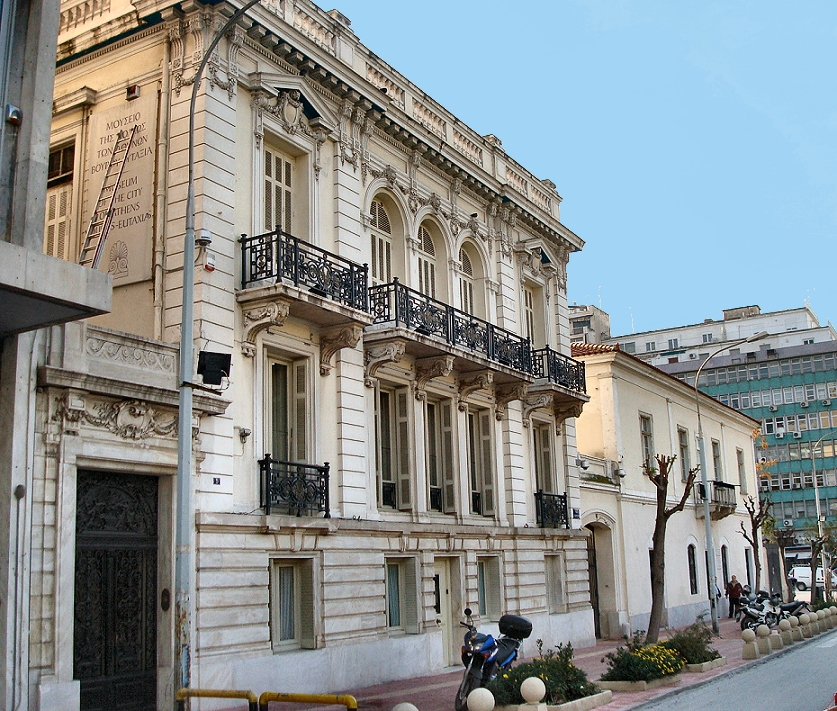
雅典市立博物館

雅典市立博物館（Museum of the City of Athens）是位於希臘首都雅典的一個博物館。博物館收藏各種拜占庭藝術、雕塑、繪畫、素描，攝影、金屬、玻璃和紡織工藝品。雅典市立博物館還收藏19世紀時期雅典貴族的家具。

## 外部連結
- Official website （页面存档备份，存于） （Internet Explorer only）
- City of Athens
- www.athensinfoguide.com （页面存档备份，存于）
- www.greece-museums.com

37°58′43.85″N 23°43′53.5″E / 37.9788472°N 23.731528°E